# Schaaphok
Schaaphok  (Dialekt groningski: Schoaphok) – wieś w niderlandzkiej gminie Midden-Groningen, w prowincji Groningen.

## Geografia
Wieś Schaaphok leży w północnej części Holandii gminie Midden-Groningen, w prowincji Groningen.